# Philharmonia Hungarica

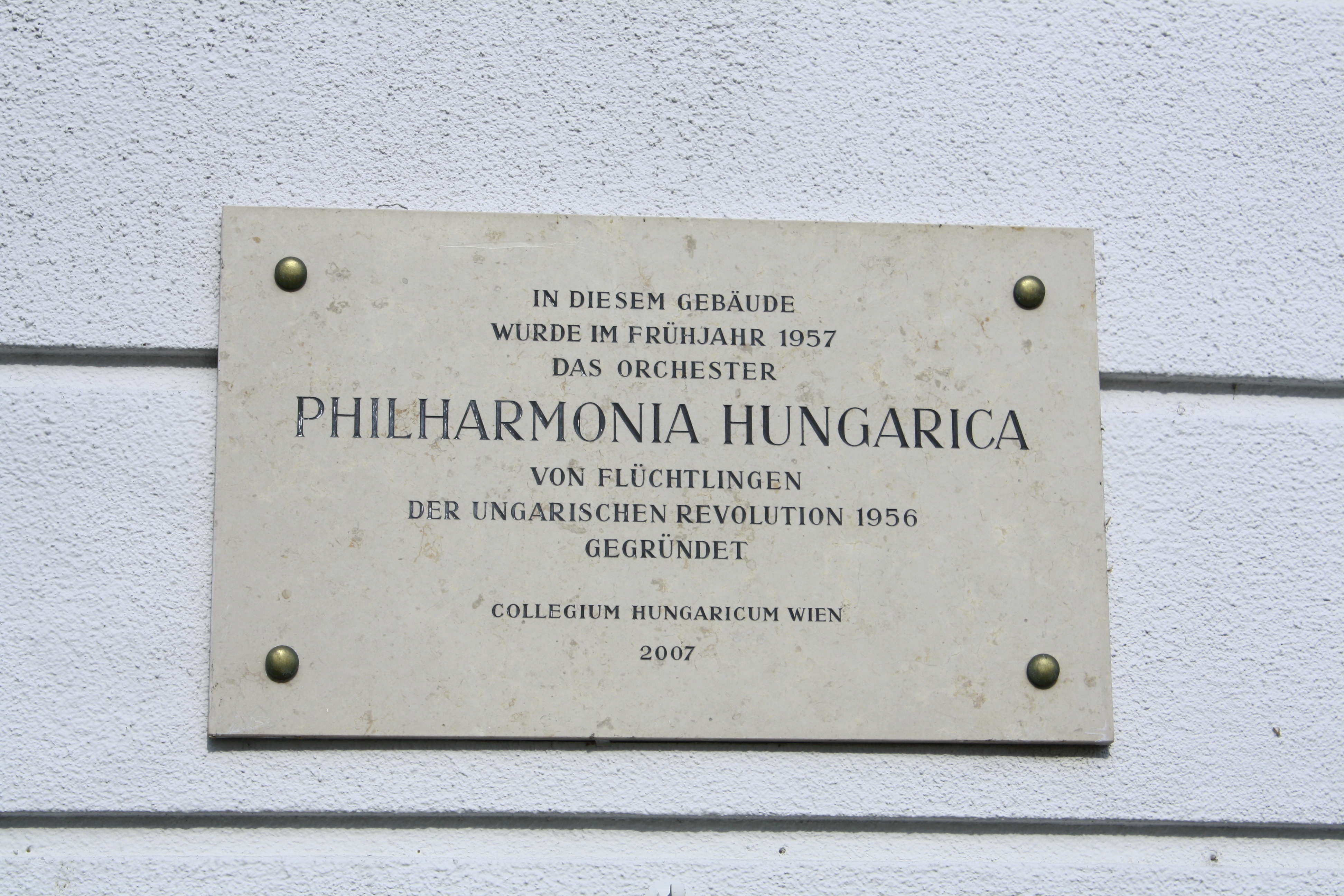
Emléktábla a Hotel Esplanade falán Badenben

A Philharmonia Hungarica, kezdetben Szabad Magyar Filharmonikus Zenekar az 1956-os forradalom után emigrált magyar zenészek Ausztriában létrehozott zenekar volt, amely nagy sikereket aratott a világ koncerttermeiben és felvételeivel.
Az ötletgazda és alapító a fiatal magyar karmester, Rozsnyai Zoltán volt.

## A megalakulás
1956 decemberében a rádión keresztül kerestek muzsikusokat az új magyar zenekarba és több mint százan jelentkeztek, köztük sokan a korszak vezető magyarországi zenekarainak emigrált művészei. Az emigráns zenekar felállítását támogatta a Nemzetközi Menekültügyi Bizottság, az amerikai Rockefeller és Ford alapítványok és a francia Kultúra a Szabadságért nevű szervezet.
A zenekar már 1957 elején a Philharmonia Hungarica nevet vette fel (a névadó Csobádi Péter volt, aki Kodály Zoltán Psalmus Hungaricusának mintájára javasolta ezt a nevet). Ekkortájt kaptak nagy erkölcsi támogatást Yehudi Menuhin hegedűművésztől, aki szólófellépéseket vállalt a zenekarral. A tiszteletbeli elnök a nagy nemzetközi tekintélyű korábbi emigráns karmester, Doráti Antal lett. Rozsnyai mellett Ungár Tamás volt a másodkarmester.
A zenekar 1957. május 28-án debütált nagy sikerrel a bécsi Konzerthausban, az előadásban szerepet kapott Starker János csellóművész is.

## Marl város gesztusa
A zenekarnak sikerei ellenére évekig nem volt biztos egzisztenciája. Ez 1960-ban változott meg, amikor a Ruhr-vidéki bányászváros Marl gyakorolt nemes gesztust a magyar emigráns zenészek felé, beírva magát ezzel a magyar zene történetébe: lakásokat épített a zenészeknek, és egy moziteremből átalakított színházteremben állandó helyet biztosított a zenekarnak.

## Sikerek
A Philharmonia Hungarica, amelynek vezetését a New Yorkba távozó Rozsnyai Zoltán helyett a görög Miltiadesz Caridisz vette át, sikerekkel hálálta meg a Konrad Adenauer kancellár, a Bundestag és a tartományi parlament által is támogatott gesztust.
A következő két évtizedben húsz – ovációval kísért – európai és amerikai turnéjuk volt, a düsseldorfi és kölni operaházak állandó vendégzenekarává váltak és rengeteg lemezfelvételük volt.
Leghíresebb felvételük az a 48 lemezből álló, számos nemzetközi díjat nyert sorozat, amelyen Doráti vezényletével eljátszották Joseph Haydn mind a 104 szimfóniáját. Magyarországon létezésüket is titkolták.

## A hanyatlás
Az 1970-es évek közepétől a zenekar hanyatlani kezdett. Az új karmesterek kevésbé tehetségesek voltak, pénzforrásaik pedig fogyatkozni kezdtek, majd 2001-ben a német állam meg is szüntette támogatásukat. 2001. április 22-én Düsseldorfban tartott búcsúkoncertjük, amelyen Robert Bachmann vezényelte Anton Bruckner IX. szimfóniáját, megbukott: a 2000 férőhelyes koncertterembe csak 150 néző jött el. Még ugyanebben az évben, már posztumusz megkapták az Európai Kultúráért díjat.

## Emlékezete
- Szőke Cecília: Philharmonia Hungarica 1957–2001 (könyv, 396 oldal, Klasszikus és Jazz kiadó, 2006) ISBN 9638615729
- Somogyvári Rudolf: Az elhallgatott zenekar (dokumentumfilm, 92 perc, Videant Film Produkció, 2007)

## Külső hivatkozások
- A zenekar honlapjának archivált változata, németül)
- Rozsnyairól, angolul
- Írás a Haydn-sorozatról, angolul
- Ma is ismeretlen a Kádárék által elhallgatott zenekar[halott link]
- A forradalom zenekara
- Kultúrház: Az elhallgatott zenekar